# 피아노 삼중주 2번 (브람스)
요하네스 브람스는 피아노 삼중주 2번 다장조 Op. 87을 1880년에서 1882년 사이 작곡했다. 피아노, 바이올린, 첼로 편성이다. 그는 49세에 이 작품을 썼다.
1880년 초에 브람스는 두 개의 새로운 피아노 삼중주를 작업하기 시작했는데, 하나는 다장조이고 다른 하나는 내림마장조였다. 6월까지 그는 각각에 대한 알레그로 악장을 완성하고 E ♭ 장조 작품을 선호하는 클라라 슈만에게 보여주었다. 그는 2년 후에 그것들을 다시 집어들었고, E♭ 장조 알레그로를 파기하여 C 장조 곡에 집중했다. 그는 1882년 여름 바트이슐 온천 마을에서 휴가를 보내면서 나머지 3악장을 완성했다. 이 작품은 나중에 출판된 그의 측근 클라라 슈만과 테오도르 빌로트에게 보여진 유일한 피아노 삼중주였다.

## 구조
삼중주는 4악장이다. 일반적인 공연은 약 27~30분 동안 지속된다.
첫 번째 악장은 소나타 형식이며 다장조와 3/4박자이다. 리드미컬한 맥박은 막대 선을 가리고 헤미올라 느낌을 2 대 3으로 자주 조작한다 현악기는 종종 피아노 선율과 대조적으로 강한 선율과 대위법적 중요성을 가지고 조화롭게 연주된다.
가단조와 2/4 (나중에 6/8 박자)로 쓰여진 2악장은 주제이자 변주곡이다. 원래 테마는 5개의 변주곡으로 이어지며 각 형식 섹션은 27마디 길이이다. 각 변주에는 원래 주제의 리드미컬하거나 선율적인 부분이 포함되어 있지만, 그 외에는 조화, 프레이즈 및 장식이 다르다. 변주곡 1, 3, 5번은 주제의 선율에서 따온 반면, 변주곡 2, 4번은 피아노 반주에 더 의존한다. 악장은 특히 코다에서 빈번한 실신을 특징으로 하며, 첼로는 종종 반전에서 바이올린을 반향한다. 테마의 소재는 원래 헝가리 전통 음악 스타일에서 영감을 받아 작곡되었다.
세 번째 악장은 ABA 형식으로 편곡된 스케르초와 트리오로 정식 구성된 6/8박자의 프레스토 다단조이다. A섹션은 리드미컬하게 복잡하고 B섹션은 더 서정적이고 선율적이다. 빈번한 피아니시모의 강약이 특징이며 피아노는 주로 현과 함께 리드미컬한 움직임을 제공한다.
피날레 악장은 4/4박자이며 다장조의 키이다. 그것은 이전의 두 번째 및 세 번째 움직임보다 밀도가 높은 질감뿐만 아니라 많은 빠른 범위 변경을 포함한다. 형식이 모호하지만 소나타 형식과 론도 형식의 요소를 포함하고 있다.  4개의 대조되는 테마로 구별된다. A주제는 독점적으로 다루어지며, 나머지 세 주제는 선율적 요소 및 리듬적 형상을 기반으로 한다. A테마의 귀환은 매우 장식적인 반면 다른 반복은 문자 그대로이다. 요약에 이어 마지막까지 에너지가 강화되는 긴 코다가 이어진다. 브람스가 매일 피아노에서 연습할 때 연주하는 아르페지오에서 영감을 받은 것으로 추정된다.